# Guy Stair Sainty
Guy Stair Sainty (Hassocks (Sussex, 1950) is een Brits kunsthandelaar, falerist en publicist. Hij publiceerde over kunst maar is vooral bekend om zijn publicaties over koningshuizen en ridderorden.
Sainty werd op Clayton Priory geboren als zoon van Christopher Lawrence Sainty en Virginia Cade Stair. Hij werd opgeleid aan de Westminster School en het College of Law, beide in Londen. Sainty werd anglicaans opgevoed maar koos als jonge man voor de katholieke kerk. Daarom moest zijn eerste huwelijk (1983 - 1993) met Cynthia Volk door die kerk geannuleerd worden voordat hij in 1995 met Elizabeth Pierson kon trouwen.

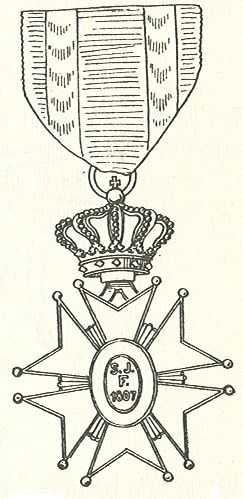
Het kruis van een Ridder in de orde van Sint-Jozef.

Sainty is lid van de Orde van Sint-Jan en is vice-kanselier van de Amerikaanse priorij van deze internationale orde. Hij draagt de Heilige Militaire Constantijnse Orde van Sint-Joris (Napolitaanse obediëntie), de Orde van Sint-Jozef van de Groothertogen van Toscane, de Orde van Sint-Januarius, de Orde van Sint-Gregorius en de Orde pro Merito Melitense. Hij was Ridder in de Orde van Sint-Mauritius en Sint-Lazarus.
De website waarop Guy Stair Sainty de ridderorden en vooral de pseudo-orden bespreekt was aanleiding voor een proces wegens vermeende laster. Rosario Poidimani heeft Sainty aangeklaagd vanwege diens stellingname over de rechten die Hilda Toledano en hij op de vacante Portugese kroon lieten gelden. Een Italiaanse rechtbank oordeelde in het voordeel van Sainty waarop Poidimani, Roberto Cavallaro en zes medewerkers werden gearresteerd. De politie nam op 22 maart 2007 een troon, 712 volgens de autoriteiten vervalste diplomatieke paspoorten en 135 naar verluidt valse nummerborden in beslag. De acht arrestanten werden vervolgd wegens fraude, valsheid in geschrifte, afpersing en samenzwering.
De zaak werd in mei 2008 behandeld door de rechtbank in Vicenza. De verdachten stelden het slachtoffer te zijn van de intriges van de familie Bragança.

## Publicaties
- Sacred Military Order of Constantine of Saint George 1976 Over de Constantinische Orde
- First Painters of the King: French Royal Taste from Louis XIV the Revolution 1985
- François Boucher: His Circle and Influence 1987
- The Orders of Chivalry and Merit of the Bourbon Two Sicilies Dynasty 1989
- Eighty Years of French Painting: 1775-1855 1991
- The Orders of Saint John 1991 Over de vijf erkende Johanniter orden
- La Insigne Orden de Tosón de Oro 1996
- Romance and Chivalry: Literature and History Reflected in Early 19th Century French Painting 1996
- An Eye on Nature II: French Landscape Painting from 1785-1900 1999
- World Orders of Knighthood and Merit (ISBN 0971196672). Samen met Rafal Heydel-Mankoo in 2006.